# 許僴
許僴（1530年—？），字文夫，號後崖，河南河南府陝州靈寶縣人，民籍，明朝政治人物。

## 生平
嘉靖三十四年（1555年）乙卯科河南鄉試第四十三名舉人，四十四年（1565年）乙丑科進士。礼部观政，四十五年四月除三原县知县，隆慶三年（1569年）四月升户部主事，五年十二月丁忧。万历三年（1575年）四月復除本部，六年六月升员外郎，七年六月升郎中，八年正月出知汉中府，万历十二年（1584年）十二月调广西南宁府知府。十四年十一月官至陕西行太仆寺少卿，十五年十一月患病致仕。

## 著作
有《后崖集》。
- 《西坪路》[4]

苍苍古木中，夕阳忽已晩。
隔浦闻鸡鸣，人家知不远。　
- 《游银山》[5]

叠嶂廻流转不前，翠林深处梵宫悬。
雨过黛色生浓澹，风急松声无断连。
法石坐来思半偈，中峰上到接诸天。
山僧未惯钦官长，歌负壶浆饷野田。

## 家族
曾祖父許聚，教諭，贈光祿大夫柱國少傅兼太子太傅吏部尚書文瀾閣大學士；祖父許進，太子少保吏部尚書累贈光祿大夫柱國少傅兼太子太傅文淵閣大學士謚襄毅；父許詩，工部主事贈承德郎。前母李氏，贈安人；母方氏，贈太安人。兄许伉（知县）、弟许代（贊畫）。